# Micropogonias undulatus

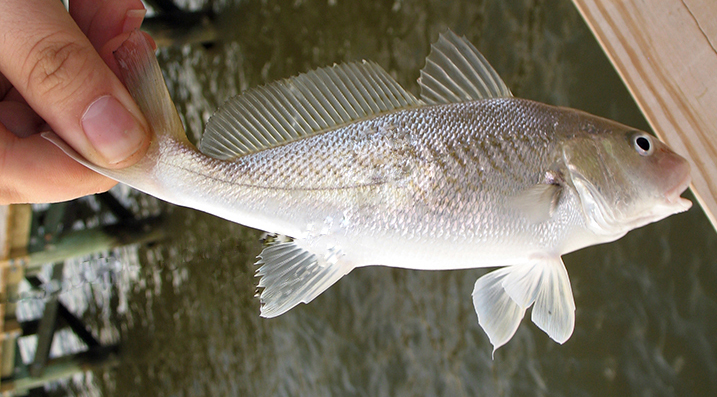
Micropogonias undulatus ở Pass Christian, Mississippi

Micropogonias undulatus là một loài cá thuộc họ Cá lù đù và có quan hệ gần gũi với Pogonias cromis, Bairdiella chrysoura), Leiostomus xanthurus, Sciaenops ocellatus, Cynoscion nebulosus, và Cynoscion regalis. Chúng thường được tìm thấy ở eo biển và cửa sông từ Massachusetts đến vịnh Mexico.

## Hình ảnh

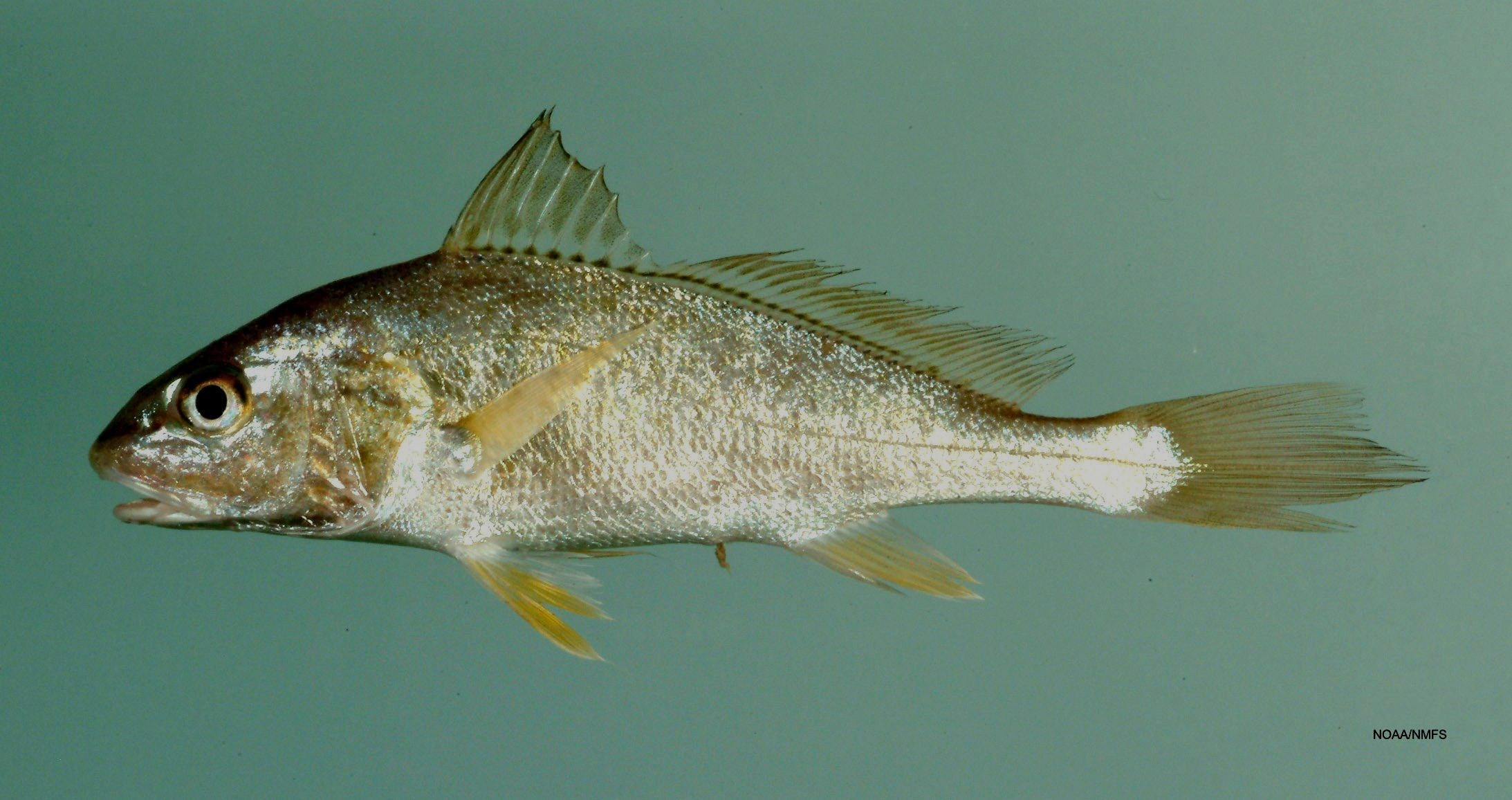
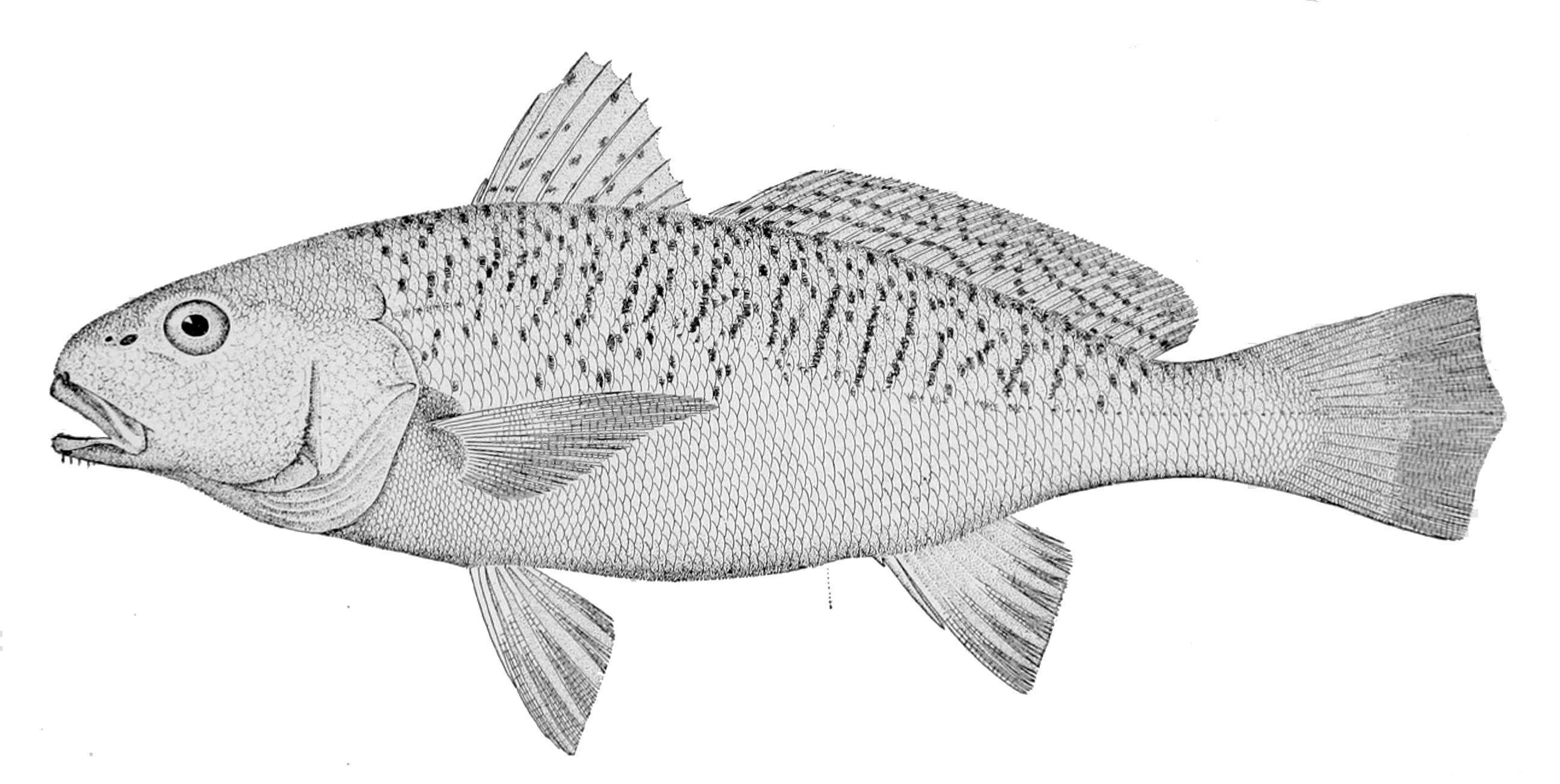